# 姆普马兰加省
姆普馬蘭加省，是南非九個省之一，前身是德蘭士瓦省的東部。該省東部毗鄰莫桑比克與史瓦濟蘭。面積74,490平方公里，2001年人口為3,122,994人。首府及最大城市姆邦貝拉。

## 重要市鎮
- 姆邦貝拉（Mbombela，前稱尼爾斯普魯特）

## 行政
現任姆普馬蘭加省省長為來自非洲人國民大會的里菲利·姆特溫尼。

### 行政區劃

姆普马兰加省的區級市

姆普马兰加省劃分為三個區級市如下：
- 格尔特·西班德区自治市（英语：Gert Sibande District Municipality）
- 恩卡格拉区自治市（英语：Nkangala District Municipality）
- 埃兰泽尼区自治市（英语：Ehlanzeni District Municipality）

## 外部連結
- Mpumalanga Provincial Government（页面存档备份，存于）
- Mpumalanga Tourism and Parks Agency（页面存档备份，存于）

26°S 30°E / 26°S 30°E